# آبل القمح
آبل القمح (به عربی: آبل القمح) روستایی فلسطینی بود که نزدیک مرز لبنان و در شمال صفد واقع شده بود.